# Campionati del mondo di canottaggio 2002
I Campionati del mondo di canottaggio 2002 si sono tra il 15 e il 22 settembre a Siviglia, in Spagna.

## Medagliere
| Posizione | Paese         |    |    |    | Totale |
| --------- | ------------- | -- | -- | -- | ------ |
| 1         | Germania      | 5  | 4  | 3  | 12     |
| 2         | Italia        | 3  | 4  | 4  | 11     |
| 3         | Gran Bretagna | 3  | 1  | 2  | 6      |
| 4         | Australia     | 3  | 1  | 1  | 5      |
| 5         | Bulgaria      | 2  | 0  | 0  | 2      |
| 6         | Stati Uniti   | 1  | 2  | 4  | 7      |
| 7         | Canada        | 1  | 2  | 1  | 4      |
| 8         | Danimarca     | 1  | 1  | 1  | 3      |
| 9         | Cile          | 1  | 1  | 0  | 2      |
| 10        | Ungheria      | 1  | 0  | 0  | 1      |
| 10        | Irlanda       | 1  | 0  | 0  | 1      |
| 10        | Nuova Zelanda | 1  | 0  | 0  | 1      |
| 10        | Romania       | 1  | 0  | 0  | 1      |
| 14        | Polonia       | 0  | 2  | 0  | 2      |
| 15        | Bielorussia   | 0  | 1  | 2  | 3      |
| 15        | Spagna        | 0  | 1  | 2  | 3      |
| 17        | Paesi Bassi   | 0  | 1  | 1  | 2      |
| 18        | Sudafrica     | 0  | 1  | 0  | 1      |
| 18        | Russia        | 0  | 1  | 0  | 1      |
| 18        | Slovenia      | 0  | 1  | 0  | 1      |
| 21        | Croazia       | 0  | 0  | 2  | 2      |
| 22        | Cina          | 0  | 0  | 1  | 1      |
| 22        | Norvegia      | 0  | 0  | 1  | 1      |
| Totale    | Totale        | 24 | 24 | 24 | 72     |

## Podi

### Maschili
| Evento | Oro | Perform. | Argento | Perform. | Bronzo | Perform. |
| M1x    | Germania Marcel Hacker | 6:36.33  | Slovenia Iztok Čop | 6:39.00  | Norvegia Olaf Tufte | 6:39.45  |
| M2x    | Ungheria Akos Haller (b) Tibor Peto (s) | 6:05.74  | Italia Agostino Abbagnale (b) Franco Berra (s) | 6:06.93  | Germania Andre Willms (b) Andreas Hajek (s) | 6:07.77  |
| M4x    | Germania Rene Bertram (b) Stephan Volkert (2) Marco Geisler (3) Robert Sens (s) | 5:39.57  | Polonia Adam Bronikowski (b) Marek Kolbowicz (2) Slawomir Kruszkowski (3) Adam Korol (s)                                                                                               | 5:40.43  | Italia Mattia Righetti (b) Marco Ragazzi (2) Rossano Galtarossa (3) Simone Raineri (s)                                                                                                 | 5:43.62  |
| M2-    | Gran Bretagna James Cracknell (b) Matthew Pinsent (s) | 6:14.27  | Sudafrica Ramon Di Clemente (b) Donovan Cech (s) | 6:15.60  | Croazia Siniša Skelin (b) Nikša Skelin (s) | 6:15.97  |
| M4-    | Germania Sebastian Thormann (b) Paul Dienstbach (2) Philipp Stueer (3) Bernd Heidicker (s) | 5:41.35  | Gran Bretagna Steve Williams (b) Josh West (2) Toby Garbet (3) Rick Dunn (s) | 5:41.60  | Italia Niccolo Mornati (b) Raffaello Leonardo (2) Lorenzo Carboncini (3) Carlo Mornati (s)                                                                                             | 5:44.12  |
| M2+    | Germania Lars Krisch (b) Andreas Werner (s) Claus Müller-Gatermann (c) | 6:47.93  | Stati Uniti Daniel Beery (b) Dana Schmunk (s) Joe Manion (c) | 6:50.60  | Australia Tom Laurich (b) Rob Jahrling (s) Michael Toon (c) | 6:53.77  |
| M4+    | Gran Bretagna Tom Stallard (b) Steve Trapmore (2) Luka Grubor (3) Kieran West (s) Christian Cormack (c)                                                                                          | 6:06.70  | Germania Arne Landgraf (b) Martin Zobelt (2) Jan martin Broeer (3) Klaus Rogge (s) Stefan Lier (c)                                                                                     | 6:08.88  | Croazia Igor Boraska (b) Oliver Martinov (2) Ivan Jukić (3) Ninoslav Saraga (s) Luka Travas (c)                                                                                        | 6:10.54  |
| M8+    | Canada Matt Swick (b) Kevin Light (2) Ben Rutledge (3) Kyle Hamilton (4) Joe Stankevicius (5) Andrew Hoskins (6) Adam Kreek (7) Jeff Powell (s) Brian Price (c)                                  | 5:26.92  | Germania Sebastian Schulte (b) Thorsten Engelmann (2) Jörg Diessner (3) Stephan Koltzk (4) Johannes Dobershütz (5) Enrico Schnabel (6) Ulf Siems (7) Michael Ruhe (s) Peter Thiede (c) | 5:28.16  | Stati Uniti Ryan Torgerson (b) Garrett Klugh (2) Joseph Hansen (3) Wolfgang Moser (4) Michael Wherley (5) Eric Müller (6) Bryan Volpenhein (7) Jonathan Watling (s) Pete Cipollone (c) | 5:29.27  |
| LM1x   | Irlanda Sam Lynch | 6:49.86  | Italia Stefano Basalini | 6:51.29  | Stati Uniti Steve Tucker | 6:52.94  |
| LM2x   | Italia Elia Luini (b) Leonardo Pettinari (s) | 6:10.80  | Polonia Tomasz Kucharski (b) Robert Sycz (s) | 6:13.50  | Danimarca Mads Rasmussen (b) Rasmus Quist (s) | 6:14.82  |
| LM4x   | Italia Emanuele Federici (b) Daniele Gilardoni (2) Luca Moncada (3) Filippo Mannucci (s) | 5:51.89  | Spagna Jose A. Martin Martin (b) Juan Luis Aguierre Barco (2) Carlos Loriente Perez (3) Alberto Dominguez Lorenzo (s)                                                                  | 5:54.23  | Paesi Bassi Wolter Blankert (b) Koos de Loos (2) Dylan van der Linde (3) Marten Bosma (s)                                                                                              | 5:54.59  |
| LM2-   | Cile Christian Yantani Garces (b) Miguel Cerda Silva (s) | 6:29.97  | Italia Carlo Gaddi (b) Franco Sancassani (s) | 6:31.94  | Gran Bretagna Ned Kittoe (b) Nick English (s) | 6:34.40  |
| LM4-   | Danimarca Thor Kristensen (b) Thomas Ebert (2) Stephan Mølvig (3) Eskild Ebbesen (s) | 5:47.21  | Italia Lorenzo Bertini (b) Catello Amarante I (2) Salvatore Amitrano (3) Bruno Mascarenhas (s)                                                                                         | 5:49.41  | Canada Douglas Vandor (b) Iain Brambell (2) Jonathan Mandick (3) Gavin Hassett (s) | 5:50.55  |
| LM8+   | Italia Luigi Scala (b) Alessandro Lodigiani (2) Giuseppe Del Gaudio (3) Nicola Moriconi (4) Marco Paniccia (5) Carlo Grande (6) Stefano Fraquelli (7) Bruno Pasqualini (s) Vincenzo Di Palma (c) | 5:35.05  | Germania Martin Raeder (b) Lars Achtruth (2) Martin Fauck (3) Joachim Drews (4) Marcus Puetz (5) Matthias Hobein (6) Sven Johannesmeier (7) Christian Dahlke (s) Jörg Dederding (c)    | 5:36.61  | Stati Uniti Gavin Blackmore (b) Eric Feins (2) Josh Cashman (3) Andrew Liverman (4) Erik Miller (5) Jon Douglas (6) Thomas Paradiso (7) Matthew Smith (s) Bill McManus (c)             | 5:38.21  |

### Femminili
| Evento | Oro | Perform. | Argento | Perform. | Bronzo | Perform. |
| W1x    | Bulgaria Rumyana Neykova | 7:07.71  | Bielorussia Ekaterina Karsten-Khodotovitch | 7:11.74  | Germania Katrin Rutschow | 7:17.07  |
| W2x    | Nuova Zelanda Georgina Evers-Swindell (b) Caroline Evers-Swindell (s) | 6:38.78  | Russia Larisa Merk (b) Irina Fedotova (s) | 6:41.06  | Italia Elisabetta Sancassani (b) Gabriella Bascelli (s) | 6:41.65  |
| W4x    | Germania Peggy Waleska (b) Marita Scholz (2) Manuela Lutze (3) Kerstin El Qalqili-Kowalski (s)                                                                                      | 6:15.66  | Danimarca Astrid Jespersen (b) Sarah Lauritzen (2) Dorthe Pedersen (3) Majbrit Nielsen (s)                                                                               | 6:16.84  | Bielorussia I. Jansen-Zakhareuskaya (b) Volha Berazniova (2) Ekaterina Karsten-Khodotovitch (3) Maryia Varona (s)                                                           | 6:18.12  |
| W2-    | Romania Georgeta Damian-Andrunache (b) Viorica Susanu (s) | 6:53.80  | Canada Jacqui Cook (b) Karen Clark (s) | 6:57.08  | Bielorussia Yuliya Bichyk (b) Natallia Helakh (s) | 6:59.21  |
| W4-    | Australia Kristina Larsen (b) Jodi Winter (2) Rebecca Sattin (3) Victoria Roberts (s)                                                                                               | 6:26.11  | Canada Roslin McLeod (b) Rachelle de Jong (2) Darcy Marquardt (3) Paulina Van Roessel (s)                                                                                | 6:28.32  | Cina Guifeng Zhao (b) Cuiping Yang (2) Huanling Cong (3) Xueling Feng (s)                                                                                                   | 6:31.28  |
| W8+    | Stati Uniti Katherine Kate Johnson (b) Dana Peirce (2) Caryn Davies (3) Maite Urtasun (4) Bernadette Marten (5) Alison Cox (6) Anna Cummins (7) Kate Mackenzie (s) Mary Whipple (c) | 6:04.25  | Australia Jodi Winter (b) Jo Lutz (2) Julia Wilson (3) Jane Robinson (4) Rachael Taylor (5) Rebecca Sattin (6) Victoria Roberts (7) Kristina Larsen (s) Carly Bilson (c) | 6:05.10  | Germania Anja Pyritz (b) Maja Tucholke (2) Britta Holthaus (3) Dana Pyritz (4) Nicole Zimmermann (5) Susanne Schmidt (6) Lenka Wech (7) Silke Günther (s) Annina Ruppel (c) | 6:05.19  |
| LW1x   | Bulgaria Viktoriya Dimitrova | 7:28.89  | Stati Uniti Lisa Schlenker | 7:30.56  | Spagna Teresa Mas De Xaxars | 7:31.21  |
| LW2x   | Australia Sally Causby (b) Amber Halliday (s) | 6:52.84  | Germania Janet Raduenzel (b) Claudia Blasberg (s) | 6:53.56  | Gran Bretagna Helen Casey (b) Tracy Langlands (s) | 6:55.28  |
| LW4x   | Australia Zita wan de Walle (b) Marguerite Houston (2) Miranda Bennett (3) Kenny Every (s)                                                                                          | 6:29.55  | Paesi Bassi Mariel Pikkemaat (b) Mirjam ter Beek (2) Judith van Os (3) Maud Klinkers (s)                                                                                 | 6:30.01  | Stati Uniti Anne Finke (b) Abigail Cromwell (2) Michelle Borkhuis (3) Xueling Wendy Tripician (s)                                                                           | 6:32.48  |
| LW2-   | Gran Bretagna Naomi Ashcroft (b) Leonie Barron (s) | 7:29.91  | Cile Paola Rodriguez Gallardo (b) Caroina Godoy Alarcon (s) | 7:41.21  | Spagna Maria Almuedo Castillo (b) Beatriz Casanueva (s) | 7:47.26  |